# Pavel Žídek
Pavel Žídek, známý jako Pavel Pražský (Paulus de Praga), Paulerinus, (1413 Praha – 1471 tamtéž) byl český polyhistor. Narodil se do židovské rodiny, studoval filosofii na vídeňské univerzitě, kde se stal mistrem svobodných umění a konvertoval ke katolicismu. Poté studoval v Padově a Bologni, roku 1442 se stal doktorem práv a lékařství, poté byl v Řezně vysvěcen na kněze a vrátil se do Prahy. Zde se stal univerzitním mistrem, ale byl kališnickou opozicí záhy vyhnán. Jako mistr také působil v Krakově a poté přešel do Vratislavi, kde byl zatčen kvůli psaní proti Janu Kapistránovi a v roce 1453 propuštěn do Čech, vrátil se do Krakova, kde byl opět kvůli Kapistránovi zatčen a uvězněn. V roce 1455 byl propuštěn a uchýlil se do Plzně, kde pracoval ve skromných podmínkách na své knize o dvaceti umění, po přesídlení na dvůr krále Jiřího z Poděbrad pracoval na svém nejznámějším českém díle Jiří(ho) správovna.

## Dílo
- Liber viginti artium (Encyclopedia Scientarum), obsáhlá encyklopedie o všech tehdy známých (20) vědách, rukopis v Jagellonské univerzitě v Krakově, částečně vydala Alena Hadravová
- O vážnosti konšelské hlavních měst a jich mravích, nedochováno
- Jiří(ho) správovna, 1471, rady katolíka Žídka králi Jiřímu ve dvou svazcích, též encyklopedický charakter, rukopis v knihovně Karlovy univerzity, vydáno Zdeňkem V. Tobolkou

## Edice
ŽÍDEK, Pavel. M. Pavla Židka Spravovna. Praha: Č. ak. císaře Františka Josefa pro vědy, slovesnost a umění, 1908. 193 s.
ŽÍDEK, Pavel. Liber viginti arcium: (ff. 185ra-190rb). Praha: KLP-Koniasch Latin Press 90 s. ISBN 80-85917-21-1.
ŽÍDEK, Pavel. Kniha dvacatera umění mistra Pavla Žídka: část přírodovědná. Praha: Academia, 2008. 542 s. ISBN 978-80-200-1618-8.